# Munarbek Seiitbek Uulu
Munarbek Seiitbek Uulu (Osh, 1 de janeiro de 1996) é um pugilista quirguiz.

## Carreira
Ele começou no boxe aos oito anos de idade. Ele cresceu em um prédio de vários andares na rua Urkui Salieva, no microdistrito KhBK. É graduado pela Faculdade de Cultura Física da Universidade do Estado de Osh. Durante o Mundial de 2023 em Tashkent, ele teve quatro vitórias, mas perdeu nas semifinais para o futuro campeão Abdumalik Khalokov, o que rendeu a Seyitbek a medalha de bronze.
Nos Jogos Olímpicos de Verão de 2024, em Paris, conquistou a medalha de prata na disputa de peso pena (até 57 kg).